# 아스타라구
아스타라구(아제르바이잔어: Astara rayonu)는 아제르바이잔 최남단과 남동부에 위치한 구로 행정 중심지는 아스타라이며 면적은 620km2, 인구는 95,300명(2008년 기준)이다. 동쪽으로는 카스피해, 서쪽으로는 탈리시산과 맞닿아 있고 남쪽으로는 이란과 국경을 접한다. 구 이름은 페르시아어로 "느리게 여행하는 곳"(آهسته رو)을 뜻한다.